# کاشا گروچالا-وسیرسکی
کاشا گروچالا-وسیرسکی (انگلیسی: Kasia Gruchalla-Wesierski؛ زادهٔ ۳۱ مارس ۱۹۹۱) قایقران روئینگ زن اهل کانادا است.